# Mrs. Robinson
Mrs. Robinson is een nummer geschreven door de Amerikaanse singer-songwriter Paul Simon. Als single werd het lied een hit voor onder anderen Simon & Garfunkel en Booker T. & the M.G.'s.

## Simon & Garfunkel
Mrs. Robinson is een nummer van Simon & Garfunkel dat een grote hit werd voor het duo. Het nummer werd geschreven voor de soundtrack van The Graduate in 1967. De hoofdpersoon in de film, mevrouw Robinson (gespeeld door Anne Bancroft), probeert het vriendje van haar dochter te verleiden. Paul Simon had het nummer oorspronkelijk geschreven als Mrs Roosevelt, een ode aan de vrouw van voormalig president Franklin Delano Roosevelt. Nadat hem was gevraagd een nummer te leveren voor The Graduate, veranderde hij de titel in Mrs. Robinson.
Het nummer is sinds 1968 nog een aantal keren gebruikt voor soundtracks, onder meer voor Forrest Gump. De singleversie, uitgebracht in april 1968, is een aangepast en uitgebreider nummer dan de filmversie (waar slechts enkele malen het refrein te horen is), en werd opgenomen op hun album Bookends uit 1968. Deze versie haalde de toppositie van de Billboard Hot 100 en kreeg later dat jaar de Grammy Award voor Record of the Year.

### Hitnoteringen

#### Nederlandse Top 40
| Hitnotering: 1 juni 1968 - 10 augustus 1968 | Hitnotering: 1 juni 1968 - 10 augustus 1968 | Hitnotering: 1 juni 1968 - 10 augustus 1968 | Hitnotering: 1 juni 1968 - 10 augustus 1968 | Hitnotering: 1 juni 1968 - 10 augustus 1968 | Hitnotering: 1 juni 1968 - 10 augustus 1968 | Hitnotering: 1 juni 1968 - 10 augustus 1968 | Hitnotering: 1 juni 1968 - 10 augustus 1968 | Hitnotering: 1 juni 1968 - 10 augustus 1968 | Hitnotering: 1 juni 1968 - 10 augustus 1968 | Hitnotering: 1 juni 1968 - 10 augustus 1968 | Hitnotering: 1 juni 1968 - 10 augustus 1968 | Hitnotering: 1 juni 1968 - 10 augustus 1968 |
| Week:                                       | 1                                           | 2                                           | 3                                           | 4                                           | 5                                           | 6                                           | 7                                           | 8                                           | 9                                           | 10                                          | 11                                          |                                             |
| ------------------------------------------- | ------------------------------------------- | ------------------------------------------- | ------------------------------------------- | ------------------------------------------- | ------------------------------------------- | ------------------------------------------- | ------------------------------------------- | ------------------------------------------- | ------------------------------------------- | ------------------------------------------- | ------------------------------------------- | ------------------------------------------- |
| Positie:                                    | 38                                          | 30                                          | 17                                          | 10                                          | 9                                           | 8                                           | 10                                          | 13                                          | 19                                          | 22                                          | 29                                          | uit                                         |

#### Parool Top 20 Hilversum 3
Hitnotering: 22-06-1968 t/m 27-07-1968. Hoogste notering: #5 (2 weken). 

#### NPO Radio 2 Top 2000
| Nummer met noteringen in de NPO Radio 2 Top 2000 | '99 | '00 | '01 | '02 | '03 | '04 | '05 | '06 | '07 | '08 | '09 | '10 | '11 | '12 | '13 | '14 | '15 | '16 | '17 | '18 | '19 | '20 | '21 | '22 | '23 | '24 |
| ------------------------------------------------ | --- | --- | --- | --- | --- | --- | --- | --- | --- | --- | --- | --- | --- | --- | --- | --- | --- | --- | --- | --- | --- | --- | --- | --- | --- | --- |
| Mrs. Robinson                                    | 499 | 529 | 433 | 519 | 539 | 514 | 553 | 573 | 790 | 591 | 635 | 514 | 478 | 618 | 518 | 642 | 641 | 575 | 659 | 524 | 568 | 370 | 472 | 568 | 674 | 741 |

1. ↑  Een vetgedrukt getal geeft de hoogste notering aan.

### Trivia
- De Amerikaanse honkbalspeler Joe DiMaggio wordt in dit nummer met weemoed genoemd.

## Booker T. & the M.G.'s
In 1969 nam de Amerikaanse soulband Booker T. & the M.G.'s een instrumentale versie van Mrs. Robinson op. Het nummer is terug te vinden op hun album The Booker T. set. 
In Nederland werd de plaat regelmatig gedraaid op de zeezenders als de publieke radiozenders en werd zowel in de Nederlandse Top 40 op Radio Veronica als de Hilversum 3 Top 30 een bescheiden hit.

### Hitnoteringen

#### Nederlandse Top 40
| Hitnotering: 2 augustus 1969 - 16 augustus 1969 | Hitnotering: 2 augustus 1969 - 16 augustus 1969 | Hitnotering: 2 augustus 1969 - 16 augustus 1969 | Hitnotering: 2 augustus 1969 - 16 augustus 1969 | Hitnotering: 2 augustus 1969 - 16 augustus 1969 |
| Week:                                           | 1                                               | 2                                               | 3                                               |                                                 |
| ----------------------------------------------- | ----------------------------------------------- | ----------------------------------------------- | ----------------------------------------------- | ----------------------------------------------- |
| Positie:                                        | 39                                              | 27                                              | 27                                              | uit                                             |

#### Hilversum 3 Top 30
| Hitnotering: 2 augustus 1969 - 9 augustus 1969 | Hitnotering: 2 augustus 1969 - 9 augustus 1969 | Hitnotering: 2 augustus 1969 - 9 augustus 1969 | Hitnotering: 2 augustus 1969 - 9 augustus 1969 |
| Week:                                          | 1                                              | 2                                              |                                                |
| ---------------------------------------------- | ---------------------------------------------- | ---------------------------------------------- | ---------------------------------------------- |
| Positie:                                       | 24                                             | 23                                             | uit                                            |

## Overige covers
De volgende artiesten namen ook een versie van Mrs. Robinson op.
- Frank Sinatra. Sinatra veranderde een gedeelte van de songtekst. Zo veranderde hij de naam "Jesus" in "Jilly" (verwijzing naar Sinatra's goede vriend Jilly Rizzo) en voegde een nieuw couplet aan het nummer toe.
- James Taylor Quartet
- Billy Paul
- Kik Tracee
- The Coolies
- The Lemonheads
- Bon Jovi
- Pennywise